# Leave It Alone (Hayley Williams)
Leave It Alone è un singolo della cantante statunitense Hayley Williams, pubblicato il 30 gennaio 2020 come secondo estratto dal suo primo EP Petals for Armor I.

## Descrizione
In riferimento al brano, Hayley Williams ha dichiarato che è stato il primo a essere stato completato per Petals for Armor, e la prima canzone che ha scritto con Joey Howard.

## Video musicale
Diretto da Warren Fu, il videoclip del brano è una continuazione del video del precedente singolo Simmer, nella quale Hayley Williams si risveglia nella casa dove era stata tramortita all'interno di una crisalide. Questi due video sono uniti da un altro breve video, pubblicato il 27 gennaio 2020 e intitolato Simmer Interlude, dove le due Hayley Williams si erano appunto unite in una crisalide.

## Tracce
Testi e musiche di Hayley Williams e Joey Howard.
1. Leave It Alone – 4:05

## Formazione
- Hayley Williams – voce
- Taylor York – produzione, strumenti aggiuntivi
- Joey Howard – basso, tastiera, percussioni
- Aaron Steel – batteria, percussioni, conga
- Daniel James – arrangiamento archi
- Benjamin Kaufman – violino, violoncello
- Carlos de la Garza – missaggio, ingegneria del suono
- Kevin "K-Bo" Boettger – assistenza all'ingegneria del suono
- Michael Craver – assistenza all'ingegneria del suono, assistenza al missaggio
- David Fitzgibbons – assistenza all'ingegneria del suono, assistenza al missaggio
- Michelle Freetly – assistenza all'ingegneria del suono
- Jake Butler – assistenza all'ingegneria del suono
- Dave Cooley – mastering